# Michael Strangelove

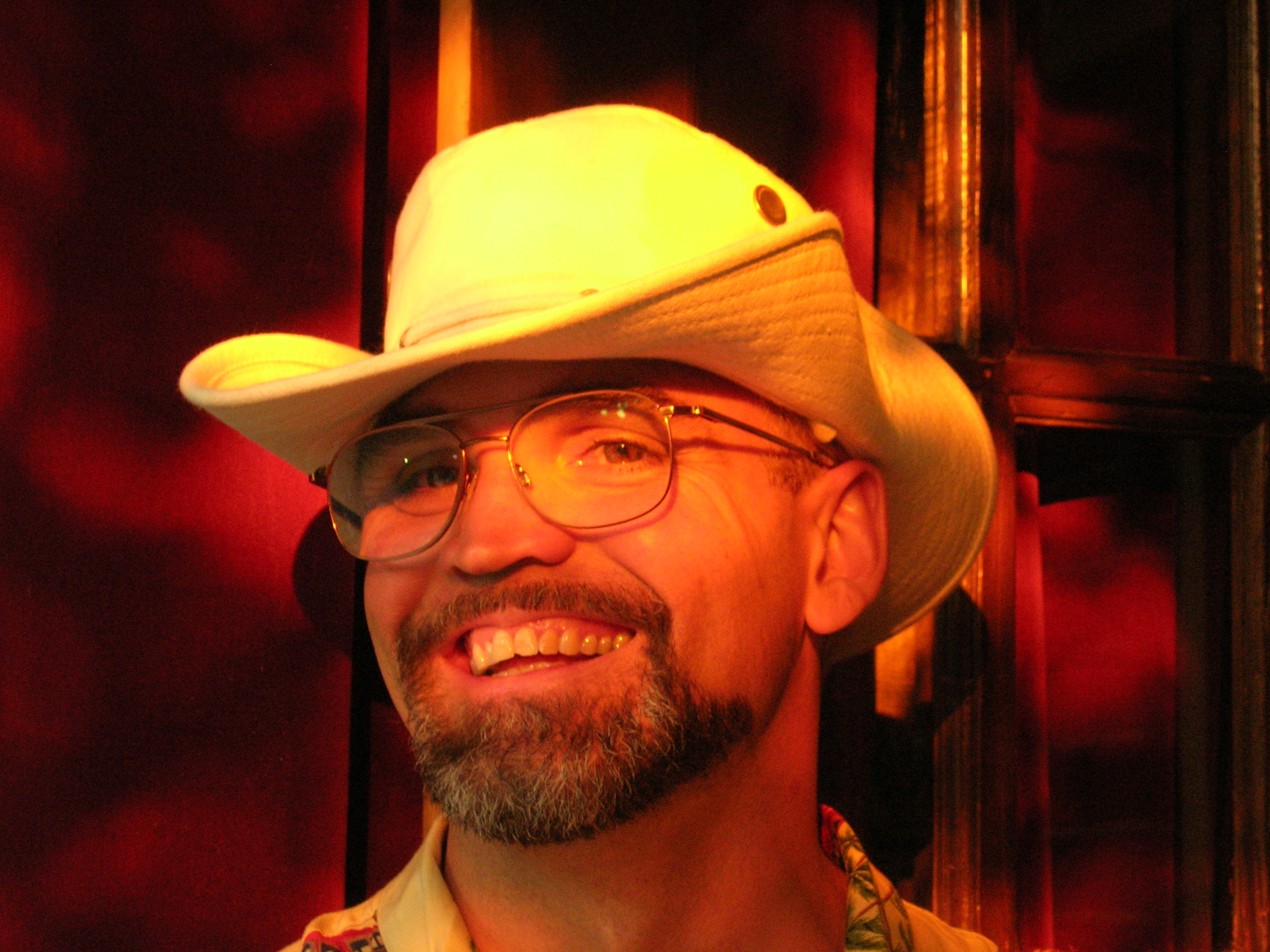
Strangelove im August 2007

Michael William Strangelove, geb. Slade (* 1962 in Kingston, Ontario) ist ein kanadischer Medien- und Kommunikationswissenschafter, der an der Universität Ottawa forscht und lehrt. Er wurde Anfang der 1990er Jahre dadurch bekannt, dass er als einer der Ersten das erst kurz zuvor für die Öffentlichkeit freigegebene Internet als relevantes, neuartiges Werbe- und Massenkommunikationsmedium beschrieb. Zudem prognostizierte er bereits frühzeitig diverse später aufgetretene Phänomene der globalisierten digitalen Revolution.

## Leben

### Persönlicher Hintergrund und Ausbildung
Er kam als Sohn von Audrey Jean und George Leon Slade zur Welt, die er als seine „ersten und besten Lehrer“ bezeichnet. 1985 immatrikulierte er sich an der Universität Ottawa für ein Studium der Religionswissenschaft, in dem er zunächst 1989 mit einem Bachelor cum laude graduierte. 1990 verfasste er den unveröffentlichten Text Honour and patronage in Josephus’ „Vita“ (1–103). An analysis of ancient mediterranean cultural concerns and their role in interpretation, der in die von Carl R. Kazmierski sowie Reinhard Pummer betreute Masterarbeit zum Thema Patron-client dynamics in Flavius Josephus’ „Vita“. A cross-disciplinary analysis mündete, mit der 1992 sein Studium abschließen konnte.
Zu diesem Zeitpunkt war er mit Natalie Strangelove verheiratet; die Scheidung erfolgte Mitte der 1990er Jahre. Mittlerweile ist er mit Anne Strangelove verheiratet, die in der Verwaltung der geisteswissenschaftlichen Fakultät ebenfalls an der Universität Ottawa arbeitet. Ihr Vater Raymond St. Jacques lehrte an der gleichen Institution als Professor für Alt- und Mittelenglisch.
Strangelove gibt an, dass es sich bei seinem Nachnamen – den er nachweislich bereits seit Anfang der 1990er Jahre trägt – keineswegs um einen Künstlernamen, sondern um seinen nach einer Namensänderung offiziell eingetragenen Nachnamen handelt. Über die Gründe für diese Änderung hat er sich jedoch bislang nicht öffentlich geäußert.

### Forschung am neuen Internet
L. Gregory Bloomquist, damals Associate Professor für Theologie an der päpstlichen Saint Paul University in Ottawa, hatte ihm vorgeschlagen, zur Recherche für die Masterarbeit das Internet zu nutzen. Daraufhin trat Strangelove einer religionswissenschaftlich-historischen E-Mail-Konferenz namens Ioudaios (von altgriechisch Ἰουδαῖος = Jude / Judäer) bei, die es ihm ermöglichte, mit Wissenschaftlern weltweit in Kontakt zu treten. Dies brachte ihn erstmals auf die Idee, dass sich das Internet zu einem wichtigen akademischen Kommunikationsmedium entwickeln könnte.
Ausgestattet mit einem Universitäts-Internetzugang, einem Intel 8088, einem 1200-Baud-Modem sowie einem monochromatischen Monitor sammelte er zwischen Juli 1991 und 1993 elektronische Zeitschriften und Newsletter für das Office of Scientific Publishing der Association of Research Libraries in der sogenannten Directory, die er zusammen mit Diane K. Kovacs und Ann Okerson in drei aktualisierten und stetig anwachsenden Auflagen publizierte. In der gleichen Zeit schuf er mit Contents eine experimentelle elektronische Publikation, die die graue Literatur des religionswissenschaftlichen Instituts der Universität veröffentlichte. Dazu archivierte mithilfe von Gopher, Mail-Services und File Transfer Protocols Bibliographien, Forschungsaufsätze und Dissertationen des Instituts, an dem er währenddessen als „Network research facilitator“ (= Recherchenetzwerk-Vermittler) angestellt war. Beide Projekte führten bei ihm zu der Überzeugung, dass sich das Internet zu einer neuen Form der Massenkommunikation entwickeln und das Potential besitzen könnte, Kommunikation sowie individuelle und institutionelle Lernprozesse zu verändern. Er begann, historische Präzedenzfälle neuer Kommunikationsmodi zu erforschen, um in der Lage zu sein, Prognosen zu etwaigen sozialen Effekten des neuartigen Mediums Internet zu treffen. Ab Anfang 1993 schrieb er zahlreiche Artikel für die Zeitschrift Online Access, in denen er sich auf die sozialen und kommerziellen Möglichkeiten des Cyberspace konzentrierte. Strangelove zog in Betracht, dass der Gebrauch elektronischer Massenmedien-Systeme die vergemeinschaftende Infrastruktur für einen modernen Kapitalismus bereitstellen könnte. In seinem 1994 veröffentlichten Buch How to advertise on the Internet entwickelte er eine sozioökonomische Theorie, die den Cyberspace als Aufsplitterung kommerzieller Monopole sowie Demokratisierung der Massenkommunikation erklärte. Zu dieser Zeit kreierte Strangelove als Umschreibung für das Internet den Begriff der „elektronischen Gaia“. Seinen eigenen Ausführungen zufolge bildet dieser eine Metapher „für die dem Cyberspace innewohnende Neuordnung der Medienkultur, für die Zunahme an globalisiertem Feedback, für das kollektive Gedächtnis sowie für eine neue Form der sozialen Vernetzung und Verantwortlichkeit innerhalb des Cyberspace.“
Zusammen mit einigen Kommilitonen gründete er – nach eigenen Angaben drei Jahre vor Veröffentlichung des Webbrowsers NCSA Mosaic – das Verlags- und Handelsunternehmen Strangelove Internet Enterprises, Inc., dessen CEO er wurde. Es handelte sich um eine der ersten rein internetfokussierten Firmen Kanadas. Das Team bot weltweit Workshops und Trainingskurse an, produzierte ein Video über die Herangehensweise für erfolgreiches Werben im Internet und gab ab Juni 1993 mit The Internet Business Journal ein monatliches Magazin heraus. Zudem wurden Verlagsdienstleistungen für Unternehmen und Beratungen angeboten; zu den Kunden zählte zeitweise auch die kanadische Regierung. Letztlich mussten allerdings die Firma betriebliche Insolvenz und Strangelove daraufhin Privatinsolvenz anmelden.
Anfang 1999 wurde er – betreut von Doktormutter Marie-Françoise Guédon – mit der Dissertation Redefining the limits to thought within media culture. Collective memory, cyberspace and the subversion of mass media promoviert. Darin verknüpfte er ökonomische und politische Ansätze von Massenkommunikation mit einem anthropologischen Modell von Symbolsystemen und sozialer Reproduktion, um zu erforschen, wie der Cyberspace innerhalb der Medienkultur eine neue Form der sozialen Reproduktion repräsentiert.

### Weitere wissenschaftliche Laufbahn
Seit 2000 lehrt Strangelove als medien- und kommunikationswissenschaftlicher Dozent am Institut für Kommunikationswissenschaft der Universität Ottawa. Darüber hinaus war er Lehrbeauftragter am Heritage College in der Nachbarstadt Gatineau sowie über das Programm der Heritage College Distance Education auch im Québecer Schulbezirk Cree School Board. Er hat als Peer-Review-Gutachter für die Universitätsverlage University of British Columbia Press sowie University Press of Colorado gearbeitet und tritt als Redner auf Kongressen, Konferenzen, Seminaren und Tagungen in Erscheinung. Im Jahr 2009 erarbeitete er einen Bericht für das Strategic research and analysis directorate of Indian and Northern Affairs Canada, der im darauffolgenden Jahr zur Schaffung der elektronischen Zeitschrift The international indigenous policy journal führte, deren Design Strangelove ausführte.
Mehrere seiner Bücher kamen in die engere Auswahl für Auszeichnungen: The empire of mind stand 2006 auf der Shortlist für den Governor General’s Literary Award for non-fiction und Watching YouTube war 2010 für den Gertrude J. Robinson Book Prize nominiert.

## Publikationen (Auswahl)
Monographien
- M. Strangelove: The uncensored self. Essays on the anthropology of cyberspace. [Unbekanntes Datum].
- M. Strangelove, D. K. Kovacs, A. Okerson: Directory of electronic journals, newsletters and academic discussion lists. Association of Research Libraries, Washington, D.C., drei Auflagen, 1991–1993.
- M. Strangelove: The electric mystic’s guide to the Internet. A complete bibliography of networked electronic documents, online conferences, serials, software and archives relevant to religious studies. Ottawa 1992.
- M. Strangelove, A. Bosley: How to advertise on the Internet. An introduction to Internet-facilitated marketing and advertising. Strangelove Internet Enterprises, Ottawa 1994.
- M. Strangelove: The empire of mind. Digital piracy and the anti-capitalist movement. University of Toronto Press, Toronto 2005, ISBN 0-8020-3818-2.
- M. Strangelove: Watching YouTube. Extraordinary videos by ordinary people. University of Toronto Press, Toronto 2010, ISBN 978-1-4426-1067-5.
- M. Strangelove: Post-TV. Piracy, cord-cutting, and the future of television. University of Toronto Press, Toronto 2015, ISBN 978-1-4426-1452-9.
- M. Strangelove: The value system. The Internet and radical change in a time of crisis. Selbstverlag, Ottawa 2017, ISBN 978-1-77509-850-8.

Beiträge in Sammelwerken
- M. Strangelove: Current and future trends in network-based electronic journals and publishing. In: L. M. Saunders (Hrsg.): The evolving virtual library. Visions and case studies. Information Today, Medford 1996, ISBN 1-57387-013-7, S. 135–145.
- M. Strangelove: Online fan fiction. Is self-expression collaboration or resistance? In: M. Byers (Hrsg.): Growing up Degrassi. Television, identity and youth culture. Sumach Press, Toronto 2005, ISBN 1-894549-48-1.
- M. Strangelove: ICANN. In: A. Iriye, P.-Y. Saunier (Hrsg.): The Palgrave dictionary of transnational history. From the mid-19th century to the present day. Palgrave Macmillan, Basingstoke 2009, ISBN 978-1-349-74030-7.
- M. Strangelove: Internet. In: A. Iriye, P.-Y. Saunier (Hrsg.): The Palgrave dictionary of transnational history. From the mid-19th century to the present day. Palgrave Macmillan, Basingstoke 2009, ISBN 978-1-349-74030-7.
- M. Strangelove: New media culture. In: W. Straw, S. Gabriele, I. Wagman (Hrsg.): Intersections of media and communications. Concepts and critical frameworks. Emond Publishing. Toronto 2011, ISBN 978-1-55239-464-9.

Fachartikel
- M. Strangelove: Networked resources for religious studies. In: Journal of the Faculty for Religious Studies. McGill University, Vol. 20, 1992, S. 115.
- M. Strangelove: Free-Nets. Community computing systems and the rise of the electronic citizen. In: Online Access, Frühjahr 1993, S. 46–47.
- M. Strangelove: The commercialization of the Internet. Catching the ear of ten million users. In: Online Access, Juli 1993, S. 6–9.
- M. Strangelove: At play in the fields of the Internet. In: Online Access, September 1993, S. 18–20.
- M. Strangelove: The essential Internet. The birth of virtual culture and global community. In: Online Access, Oktober 1993, S. 28–30.
- M. Strangelove: Accessing God. Finding the Lord on the Internet. In: Online Access, November 1993, S. 42–44.
- M. Strangelove: Government online? Not really. In: Online Access, Januar/Februar 1994, S. 64–65.
- M. Strangelove: Advertising on the Internet. Myths and tips. In: Online Access, März 1994, S. 41–43.
- M. Strangelove: Mosaic CyberMalls. In: The Internet Business Journal. April 1994, S. 16.
- M. Strangelove: Using the Internet for marketing. A publisher’s secrets. In: Journal of Scholarly Publishing. Vol. 25, № 4, Juli 1994, S. 203–211.
- M. Strangelove: The geography of consciousness. Cyberspace and the changing landscape of the self. In: Scrawl. Vol. 3, № 4, August 1994, S. 9–10.
- M. Strangelove: The Internet, Electric Gaia and the rise of the uncensored self. In: Computer-Mediated Communication Magazine. Vol. 1, № 5, September 1994, S. 11.
- M. Strangelove: The geography of consciousness. Cyberspace and the changing landscape of the self. In: Wave. September 1994.
- M. Strangelove: Immigrants in cyberspace. In: Online Access, September 1994.
- M. Strangelove: A plea for tolerance. In: Online Access, September 1994, S. 38–40.
- M. Strangelove: An electronic end to censorship. In: Online Access, November 1994, S. 34–35.
- M. Strangelove: The Internet as catalyst for a paradigm shift. In: Computer-Mediated Communication Magazine. Vol. 1, № 8, Dezember 1994, S. 7.
- M. Strangelove: Advertising on the Internet. Frequently asked questions and answers. In: Edge – The Entrepreneur’s Magazine. viertes Quartal 1994, S. 49–51.
- M. Strangelove: The end of publishing. In: Wave. [unbekanntes Datum, vermutlich 1994].
- M. Strangelove: Desperately seeking Susan in cyberspace. In: Online Access, Februar 1995, S. 38–39.
- M. Strangelove: Retail on the Internet. Don’t buy the hype. In: Online Access, Mai 1995, S. 35–36.
- M. Strangelove: The walls come down. In: Internet World. Mai 1995, S. 40–44.
- M. Strangelove: Sergeant Internet. In: Online Access, Oktober 1995, S. 34–35.
- M. Strangelove: The future of the net. In: Online Access, November 1995, S. 35–36.
- M. Strangelove: World-wide presence. In: Credit Union Management. Januar 1996, S. 36–39.
- M. Strangelove: Virtual video ethnography. Towards a new field of Internet cultural studies. In: Revista Interin. Vol. 3, № 1, Juni 2007, S. 1–20.